# Бондаренко Павло Сергійович
Павло́ Сергі́йович Бондаре́нко — старший солдат Збройних сил України, учасник російсько-української війни, що відзначився під час російського вторгнення в Україну в 2022 році.

## Життєпис
Павло Бондаренко народився 1983 року в місті Краматорську на Донеччині. Після закінчення загальноосвітньої школи № 15 у рідному місті працював у ювелірній справі. Брав участь у бойових діях в АТО на сході України. З початком повномасштабного російського вторгнення в Україну був мобілізований та перебував на передовій. Спочатку добровольцем пішов до лав тероборони. У боях зазнав уламкового поранення. Після реабілітації продовжив військову службу в складі Української Добровольчої Армії. Разом із побратимами брав участь у бойових діях на Бахмутському напрямку. 23 (за іншими даними 24) грудня 2022 року під час мінометного обстрілу Павла Бондаренка поранено. За кілька днів 26 грудня 2022 року він помер у шпиталі. Чин прощання із загиблим відбувся 31 грудня 2022 року на Алеї Слави в селищі Іванівка.

## Нагороди
- Орден «За мужність» III ступеня (2022) — за особисту мужність і самовіддані дії, виявлені у захисті державного суверенітету та територіальної цілісності України, вірність військовій присязі[4].